# سایکی، اوئیتا
سایکی در استان اوئیتا در کشور ژاپن واقع شده‌است که دارای جمعیت ۷۸٬۶۷۵ نفر و مساحت ۹۰۳٫۴۴ کیلومتر مربع با تراکم جمعیت ۸۷٫۱ نفر در کیلومترمربع است و در تاریخ ۲۹ آوریل ۱۹۴۱ به عنوان شهر شناخته شد.